# C9orf78
C9orf78‏ (Chromosome 9 open reading frame 78) هوَ بروتين يُشَفر بواسطة جين C9orf78 في الإنسان.